# Mühltal
Mühltal est une municipalité allemande située dans le land de la Hesse et l'arrondissement de Darmstadt-Dieburg. Elle est jumelée avec Nemours.
Sur le territoire de la commune se trouve le Château Frankenstein.

## Personnalités liées à la ville
- Johann Conrad Dippel (1673-1734), théologien né au château Frankenstein.